# Moloko jezik
Moloko jezik (SO 639-3: mlw; melokwo, mokyo, molko, molkoa, molkwo, molokwo), jedan od afrazijskih jezika čadske porodice, kojim govori oko 8 500 ljudi (1992 SIL) u kamerunskoj provinciji Far North.
Moloko se klasificira skupini biu-mandara, podskupini A.5. mafa-mofu; pismo: latinica.

## Vanjske poveznice
- Ethnologue (14th)
- Ethnologue (15th)